# Арфак (гори)
1°05′00″ пд. ш. 133°58′00″ сх. д. / 1.0833333333333° пд. ш. 133.96666666667° сх. д.
Арфак (індонез. Pegunungan Arfak) — гірський хребет в північно-східній частині півострова Чендравасіх в західній частині острова Нова Гвінея. «Арфак» перекладається як «глибинка» з мови народу біаків, що мешкає на узбережжі.

## Географія
Гори Арфак розташовані в індонезійській провінції Західне Папуа. На північному заході долина Кебар відокремлює їх від гір Тамрау. Найвища точка системи — гора Арфак (2955 м), є найвищою точкою Західного Папуа та півострова Чендравасіх. Інші високі вершмнм — Умсіні (2926 м), Тумюбу (2480 м) та Хумейбо (2820 м). У східній частині гір є два великі озера: Данау Гігі і Данау Гіта.
Гори є домівкою декількох племен, що розмовляють мовами гатам, меях і сугб.

## Історія
Різноманітні дослідники подорожували регіоном, наприклад італієць Одоардо Беккарі в 1875 році та незадовго до цього його співвітчизник Луїджі Марія д'Альбертіс. Вже в 1858 році німець Герман фон Розенберг підійшов до узбережжя гір на пароплаві «Етна». Британська експедиція, замовлена Джорджем Гамільтоном Кенріком у 1910 році, привезла звідси сотні раніше невідомих видів метеликів, у тому числі ендемічного Ornithoptera rothschildi. У 1913 році британська ботанікиня Ліліан Сюзет Гіббс досліджувала рослинність гір Арфак.

## Фауна
У регіоні мешкає понад 320 видів птахів, серед них шоломник довгохвостий (Paradigalla carunculata) трапляється тільки тут. Також ендемічним є вид сумчастих ссавців Pseudochirulus schlegeli.